# Galileuszowe księżyce Jowisza

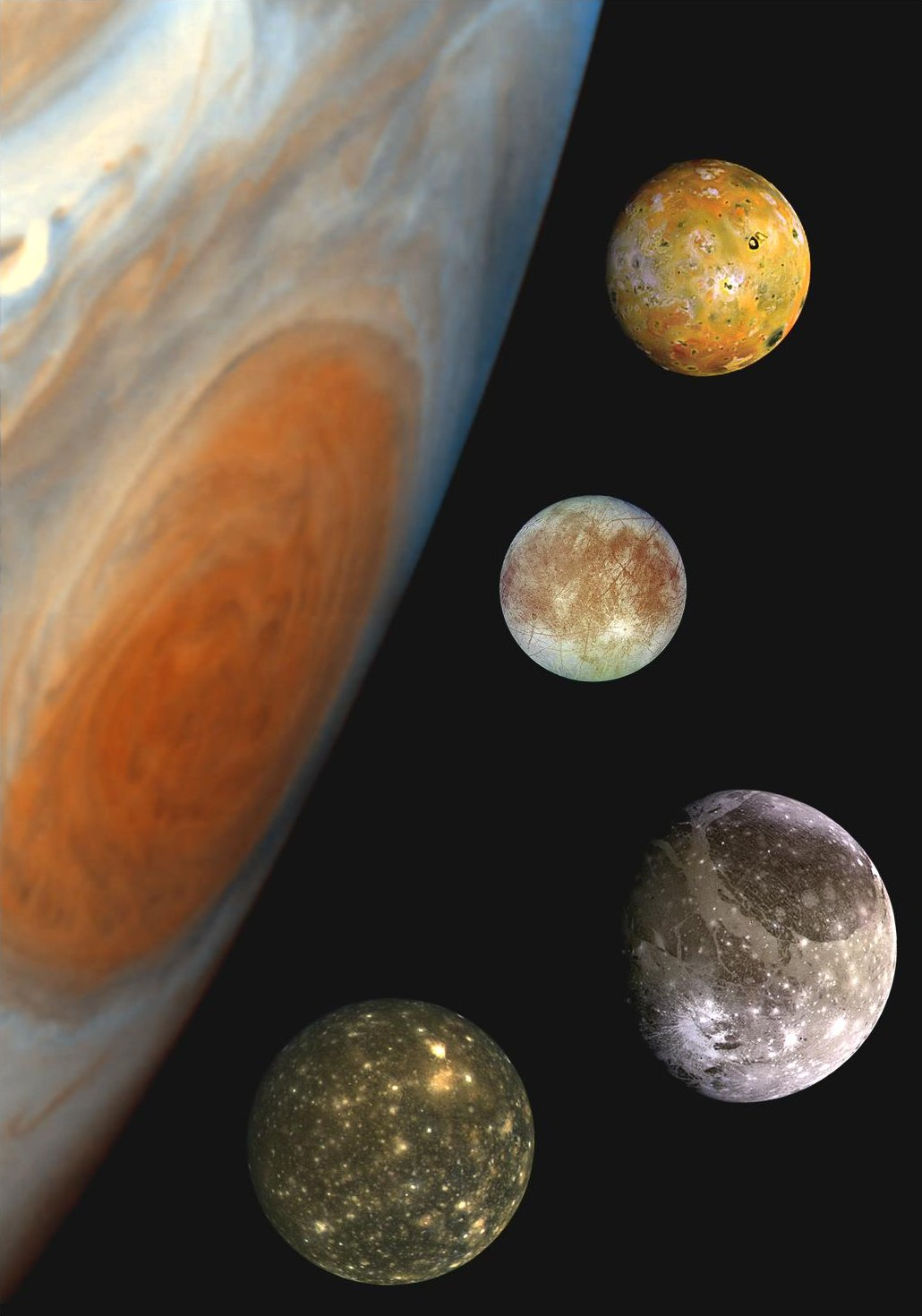
Sztuczna kompilacja obrazów księżyców galileuszowych, pokazująca porównanie ich rozmiarów z rozmiarami Jowisza (widoczna Wielka Czerwona Plama). Od góry: Io, Europa, Ganimedes i Kallisto

Galileuszowe księżyce Jowisza – cztery największe księżyce Jowisza odkryte przez Galileusza w styczniu 1610 roku — Io, Europa, Kallisto i Ganimedes. Obserwacje, które dowiodły istnienia pierwszych obiektów orbitujących inne ciało niebieskie Układu Słonecznego niż Ziemia. Galileusz prowadził je przy pomocy skonstruowanej przez siebie lunety. Uważa się, że księżyce te zaobserwował niezależnie, w tym samym czasie, niemiecki astronom Simon Marius.

## Nazwy
Księżyce noszą nazwy (w kolejności od planety): Io, Europa, Ganimedes i Kallisto. Zostały one zaproponowane przez Mariusa, Galileusz nazywał je „gwiazdami medycejskimi” (Sidera Medicea), na cześć rodu Medyceuszy. Dziś używane nazwy pochodzą od imion kochanek (i kochanka) Zeusa, greckiego odpowiednika boga Jupitera, czyli Jowisza: Io, Europy, Ganimedesa i Kallisto.
Na podstawie swoich obserwacji Galileusz uznał, że księżyce krążą wokół Jowisza. Odkrycie to wspierało heliocentryczną teorię Kopernika, pokazując że nie wszystkie ciała niebieskie krążą wokół Ziemi.

## Rezonans orbitalny

Rezonans orbitalny księżyców galileuszowych.

Księżyce galileuszowe pozostają wobec siebie w rezonansie orbitalnym (4:2:1). Na cztery obiegi Io wokół Jowisza przypadają dwa obiegi Europy i jeden Ganimedesa. Dodatkowo Kallisto znajduje się w rezonansie (3:7) z Ganimedesem. Efektem tego rezonansu jest wymuszona eliptyczność orbity i deformacje pływowe generujące energię cieplną wewnątrz satelitów.

## Parametry fizyczne księżyców galileuszowych
W kolejności rosnącej odległości od Jowisza, zdjęcia nie są w skali.
| Numer | Nazwa     | Zdjęcie | Jasność | Średnica [km] | Półoś wielka [tys. km] | Okres obiegu [dni] | Mimośród orbity | Nachylenie orbity | Rok odkrycia |
| ----- | --------- | ------- | ------- | ------------- | ---------------------- | ------------------ | --------------- | ----------------- | ------------ |
| I     | Io        |         | 5,0     | 3643          | 421,8                  | 1,77               | 0,0041          | 0,036             | 1610         |
| II    | Europa    |         | 5,3     | 3122          | 671,1                  | 3,55               | 0,0094          | 0,467             | 1610         |
| III   | Ganimedes |         | 4,6     | 5262          | 1 070,4                | 7,16               | 0,0011          | 0,172             | 1610         |
| IV    | Kallisto  |         | 5,7     | 4821          | 1 882,7                | 16,69              | 0,0074          | 0,307             | 1610         |

Prawie do końca XIX wieku uważano, że Jowisz ma tylko cztery księżyce. Dopiero w 1892 amerykański astronom Edward Emerson Barnard odkrył piąty księżyc – Amalteę, krążącą bliżej Jowisza niż księżyce galileuszowe. W grudniu 2018 znanych było 79 satelitów planety, w większości bardzo małych.